# Società Sportiva Chieti 1962-1963
Questa voce raccoglie le informazioni riguardanti la Società Sportiva Chieti nelle competizioni ufficiali della stagione 1962-1963.

## Rosa
| N. |                   | Ruolo | Calciatore              |
| -- | ----------------- | ----- | ----------------------- |
|    | Italia (bandiera) | A     | Italo Alaimo            |
|    | Italia (bandiera) | C     | Carlo Bacci             |
|    | Italia (bandiera) | P     | Massimo Bellagamba      |
|    | Italia (bandiera) | C     | Claudio Carboncini      |
|    | Italia (bandiera) | C     | Arnaldo Dalla Mura      |
|    | Italia (bandiera) | C     | Francesco De Benedictis |
|    | Italia (bandiera) | A     | Vittorio Di Luzio       |
|    | Italia (bandiera) | C     | Aldo Fontana            |
|    | Italia (bandiera) | A     | Attilio Galassini       |
|    | Italia (bandiera) | C     | Igino Gasparini         |

| N. |                   | Ruolo | Calciatore        |
| -- | ----------------- | ----- | ----------------- |
|    | Italia (bandiera) | D     | Lino Ghirardello  |
|    | Italia (bandiera) | A     | Gianfranco Grotti |
|    | Italia (bandiera) | D     | Fabio Mariotto    |
|    | Italia (bandiera) |       | Montanari         |
|    | Italia (bandiera) | D     | Silvano Moro      |
|    | Italia (bandiera) | A     | Mario Muffato     |
|    | Italia (bandiera) | C     | Settimo Pestrin   |
|    | Italia (bandiera) |       | Petraz            |
|    | Italia (bandiera) | D     | Giuseppe Pin      |
|    | Italia (bandiera) | C     | Giuseppe Taluzzi  |